# وليام مالدونادو
وليام مالدونادو (بالإسبانية: William Maldonado)‏ (3 يناير 1990 بسانتا آنا مونيسباليتي في السلفادور - ) هو لاعب كرة قدم سلفادوري في مركز الوسط. شارك مع منتخب السلفادور تحت 17 سنة لكرة القدم ومنتخب السلفادور تحت 20 سنة لكرة القدم ومنتخب السلفادور لكرة القدم. أما مع النوادي، فقد لعب مع Santa Tecla F.C. ‏ ونادي سانتانيكوس أسوشيتد وسان سلفادور ‏.

## وصلات خارجية
- وليام مالدونادو على موقع قاعدة بيانات كرة القدم.إي يو (الإنجليزية)
- وليام مالدونادو على موقع ناشيونال فوتبول تيمز (الإنجليزية)
- وليام مالدونادو على موقع Soccerway.com (الإنجليزية)